# Hopper (microarquitectura)
Hopper és el nom en clau de la microarquitectura d'unitat de processament gràfic (GPU) per a centres de dades de Nvidia, juntament amb Lovelace (per al consumidor). Porta el nom de la informàtica nord-americana i contraalmirall de la Marina dels Estats Units Grace Hopper. Hopper era la primera generació de GPU de Nvidia que utilitzarà mòduls multixip (MCM), tot i que l'anunci de l'H100 va mostrar una matriu monolítica massiva. Nvidia va anunciar oficialment la microarquitectura de la GPU Hopper i la GPU H100 al GTC 2022 el 22 de març de 2022.
Les millores arquitectòniques de l'arquitectura Hopper inclouen les següents:
- Capacitat de càlcul CUDA 9.0
- Procés TSMC N4 FinFET.
- Nuclis Tensor de quarta generació amb suport FP8, FP16, bfloat16, TensorFloat-32 (TF32) i FP64 i acceleració de dispersió.
- Nou Nvidia Transformer Engine amb FP8 i FP16.
- Noves instruccions DPX.
- Memòria d'amplada de banda alta 3 (HBM3) a l'H100 de 80 GB.
- Doble nucli FP32 per SM.
- NVLink 4.0
- PCI Express 5.0 amb suport SR-IOV (SR-IOV només es reserva per a H100).
- Funció de virtualització de GPU multiinstància (MIG) de segona generació i partició de GPU a l'H100 que admet fins a set instàncies.
- Conjunt de funcions PureVideo descodificació de vídeo de maquinari.
- 8 NVDEC per a H100.
- Afegeix una nova descodificació JPEG d'un sol nucli basada en maquinari amb 7 descodificadors de maquinari NVJPG (NVJPG) amb YUV420, YUV422, YUV444, YUV400, RGBA. No s'ha de confondre amb Nvidia NVJPEG (biblioteca accelerada per GPU per a la codificació/descodificació JPEG).